# مارسينكوس
مارسينكوس هي مسرحية عرض رجل واحد عام 2006 للمؤلف الأمريكي توم فلانيري، وتستند إلى حياة رئيس أساقفة الروم الكاثوليك بول مارسينكوس.

## نبذة تعريفية
ظهرت المسرحية لأول مرة في ويلكس بار بولاية بنسلفانيا في يوليو 2006 .كان الإنتاج تحت إشراف بول وينارسكي وقام ببطولة جريج كورين بعد عدة تنقيحات من قبل، المخرج والمؤلف، أعيد عرض المسرحية في سكرانتون في فبراير 2007 في مسرح أولد بريك. إنه تصوير درامي من رجل واحد للأحداث في حياة رئيس الأساقفة الكاثوليكي بول مارسينكوس، الذي تضمنت فترة ولايته المشبوهة كرئيس لبنك الفاتيكان شبهات بغسيل الأموال وسلسلة بونزي حتى الاغتيال. في حين تلقى الإنتاج الأصلي استحسانًا كبيرا، فقد خضع لمراجعات عديدة للسيناريو من قبل المؤلف والمخرج من أجل تبسيط النسخة. النسخة المنقحة التي فتحت في سكرانتون كانت أقصر ب 15 دقيقة وتعتبر الآن النسخة النهائية من المسرحية.
كما يتم التخطيط لإنتاج مسرحية في لاس فيجاس مع النجم الأصلي جريج كورين.

## الحبكة
المسرحية تقع في مكان يشبه مكتب رئيس الاساقفة في صن سيتي، اريزونا. وهي مسرحية (عرض رجل واحد)، يخبرنا فيها بول ماركينكوس بنفسه عن فترة شبابه ونشأته في شيكاغو وكيف أصبح كاهنا.
ثم تأخد المسرحية تكشف جوانب عدة من روايته عن فضيحة فساد بنك الفاتيكان، إلى عمله كرئيس للبنك، ونظريات المؤامرة عن البابا يوحنا بولس الاول ووفاة البابا يوحنا بولس الاول، وعمله كمساعد والمواجه لمشاكل البابا يوحنا بولس الثاني، ورغم درامية وجدية المسرحية الا انه تم تخفيفها من خلال الفكاهة.

## ردة الفعل
اتصلت ابنة أخت رئيس الأساقفة مارسينكوس، التي كانت تخشى أن تكون المسرحية عملاً فظًا لعمها بالكاتب المسرحي فلانيري، الذي أرسل لها نسخة من النص. لم توافق فقط على أن المسرحية كانت نظرة ملمة لحياة عمها، ولكنها قدمت أيضًا بعض الاقتراحات التي أدرجها المؤلف في إعادة كتابته.